# Niederung (Gemeinde Leoben)
Die Niederung ist eine Höhenlage am Südwestrand der Eisenerzer Alpen in der Obersteiermark, und als Niederung Ortschaftbestandteil von Sankt Peter-Freienstein, als Auf der Niederung Ortschaftbestandteil der Stadtgemeinde Leoben im Bezirk Leoben der Steiermark.

## Geographie
Die Niederung bildet den Kern des kleinen Bergmassivs zwischen dem Murtal bei Sankt Michael und Leoben im Süden, dem Unteren Vordernbergertal und Trofaiacher Becken im Nordosten und Norden, und dem Liesingtal im Westen, das das Westende der Mürztaler Alpen bildet. Die Passlandschaft liegt etwa 5 Kilometer westlich des Leobener Stadtkerns, oberhalb der Talung des Talbachs bei Donawitz.
Niederung nennt man die ganze Höhenlage, die Streusiedlung umfasst etwa 60 Gebäude mit um die 130 Einwohnern, den überwiegenden Teil im Leobner Gebiet.

Auf der Niederung heißen die Streulagen am Höhenrücken Schillerhöhe (924 m ü. A.) – Galgenberg (791 m ü. A.), dem Riedl zwischen Vordernberger Bach und Mur im Süden, auf Höhen um 780 m ü. A., 200 Meter über der Stadt. Die Ortslage umfasst auch die Gehöfte Bauer auf der Höhe, Rappolt und Haberl. Der Ort gehört gutteils zu Donawitz, die Lagen südlich des Kammes liegen in der Katastralgemeinde Leitendorf und gehören zur Ortschaft Hinterberg unten im Murtal. Die zerstreuten Häuser bilden einen eigenen statistischen Zählsprengel der Stadt (103, Zählbezirk Ländl. Umgebungsgebiet)

Der Ortsname setzt sich als Ortschaft Niederung in der Gemeinde St. Peter-Freienstein bis zum Traidersberg (987 m ü. A.) fort. Diese Streulage umfasst Hieger, Riener und Bartelbauer und gehört zur Ortschaft und Katastralgemeinde Traidersberg von St. Peter. Südlich anschließend um den Sonnberg (931 m ü. A.) liegt hier Bergling.
Nachbarorte
| Traboch (Gem. Traboch)  | Traidersberg (Gem. St. Peter-Frst.)         | Donawitz (Gem. Leoben) Im Tal (Gem. Leoben)   |
|                         | Kompassrose, die auf Nachbargemeinden zeigt | Waasen (Gem. Leoben) Leitendorf (Gem. Leoben) |
| Stadlhof (Gem. Traboch) | Bergling (Gem. St. Peter-Frst.)             | Hinterberg (Gem. Leoben)                      |

|  |

## Geschichte, Infrastruktur und Tourismus
Die Gegend war früher ein wichtiger Steig von Traboch und Sankt Michael (über Jassing) nach Leoben wie auch (über Schafbergsattel) nach Trofaiach und nach Beginn der Eisenwirtschaft insbesondere auch Donawitz, der den Umweg durchs Murtal oder das Vordernberger Tal abkürzen konnte.
Der Höhenweg ist als Gemeindestraße auf die Niederung (Niederungsweg), über Bergling (Traidersbergweg), von Donawitz-Im Tal herauf (ebenfalls Traidersbergweg) und nach Sankt Peter (Tanzbergweg) noch erhalten, der Abstieg von der Kapelle auf der Niederung nach Traboch ist aber nur noch ein Fußweg.
Heute ist das Gebiet beliebtes Naherholungsgebiet, der Weg über die Niederung ein Radweg  (LN9, im Rahmen des Tourismusverbands HerzBergLand),
Der Weg nach Traboch im Liesingtal ist markierter Wanderweg. Außerdem führt der Nord-Süd-Weitwanderweg (Österreichischer Weitwanderweg 05) durchs Gebiet: vom Trabocher See südwärts hinauf, über Kapelle und Bergling, und dann ostwärts über Rappolt an der Schillerhöhe und den Bauer auf der Höhe hinunter zum Kalkwerk Leoben und nach Waasen (um km 100 der Route von Mariazell nach Eibiswald).

## Nachweise
- 61108 – Leoben. Gemeindedaten der Statistik Austria
- 61114 – Sankt Peter-Freienstein. Gemeindedaten der Statistik Austria

1. ↑  Georg Goeth: Das Herzogthum Steiermark: geographisch-statistisch-topographisch dargestellt und mit geschichtlichen Erläuterungen versehen. Band 2. Verlag J.G. Heubner, Wien 1841, 18. Bezirk Massenberg 2. Steuergemeinde Traboch und 19. Bezirk Leoben 2. Steuergemeinde Donawitz, S. 293 resp. 313 (eingeschränkte Vorschau in der Google-Buchsuche).
2. ↑  Leoben: Max Reich: Wanderungen durch Stadt und Umgebung nebst geschichtlichen Streifzügen.  Ludwig Nüssler, 1901, S. 27
3. ↑  Vom Hochofen auf die Niederung. Nr. 17 in: Günter Auferbauer, Luise Auferbauer: Steiermark: Vom Salzkammergut in das Wein- und Thermenland. Radwanderführer, 3. Auflage, Bergverlag Rother, 2011, ISBN 978-3-7633-5004-9, S. 56 ff (Google eBook, vollständige Ansicht).
4. ↑  LN 9 Niederung, herzbergland. at
5. ↑  Erika Käfer, Fritz Käfer: Weitwanderweg 05. Vom Waldviertler Hochland zu den Windischen Büheln. Hrsg.: ÖAV-Sektion Weitwanderer. 2008, Abschnitt Trofaiach (658 m) – Leoben (541 m).
Eduard Dattler, Carl Hermann, Fritz Käfer: 05 Weitwanderweg. Nord Süd. 5. Auflage. Styria, Graz 1998, ISBN 978-3-222-12571-3.;
Nord-Süd Weitwanderweg 05, bergfex.at